# (9694) Lycomedes
(9694) Lycomedes (6581 P-L) – planetoida z grupy trojańczyków okrążająca Słońce w ciągu 11,85 lat w średniej odległości 5,2 j.a. Odkryta 26 września 1960 roku.